# Kuia
Kuia је род слановодних морских шкољки из породице Veneridae, тзв, Венерине шкољке. Овај род је изумро.

## Врсте
Према MolluscaBase
- Kuia fausta (Marwick, 1960) †
- Kuia macdowelli Marwick, 1927 †
- Kuia vellicata (Hutton, 1873) †